# Musca fusca
Musca fusca är en tvåvingeart som först beskrevs av Charles Joseph de Villers 1789.  Musca fusca ingår i släktet Musca, ordningen tvåvingar, klassen egentliga insekter, fylumet leddjur och riket djur.
Artens utbredningsområde är Sverige. Inga underarter finns listade i Catalogue of Life.